# LFG Roland D.VI
O Roland D.VI foi um avião de caça alemão construído no final da Primeira Guerra Mundial. Ele perdeu um vôo-teste para o Fokker D.VII, mas a produção continuou de qualquer maneira como garantia contra possíveis problemas com o Fokker.

## Projeto e desenvolvimento
O Roland D.VI foi projetado pela "Luft-Fahrzeug-Gesellschaft" (LFG), cuja aeronave foi fabricada sob o nome comercial "Roland" após 1914 para evitar confusão com a Luftverkehrsgesellschaft mbH (LVG) no final de 1917, com o protótipo sendo a milésima aeronave a ser construída pela LFG, voando pela primeira vez em novembro de 1917. O D.VI era um biplano de baía única que descartou a "Wickelrumpf" (literalmente "corpo envolto") patenteado pela LFG-Roland, que era uma fuselagem semi-monocoque, construída com duas camadas de tiras finas de compensado, enroladas diagonalmente em torno de uma forma para criar uma "meia concha", usado em aeronaves LFG anteriores, como o Roland C.II, D.I e D.II em favor da construção igualmente incomum (para uso de aeronaves) "Klinkerrumpf" na qual a fuselagem foi construída de sobreposição tiras finas de abeto sobre uma estrutura de madeira leve. A visibilidade para o piloto era boa, enquanto a aeronave tinha manobrabilidade acima da média.

## Histórico operacional

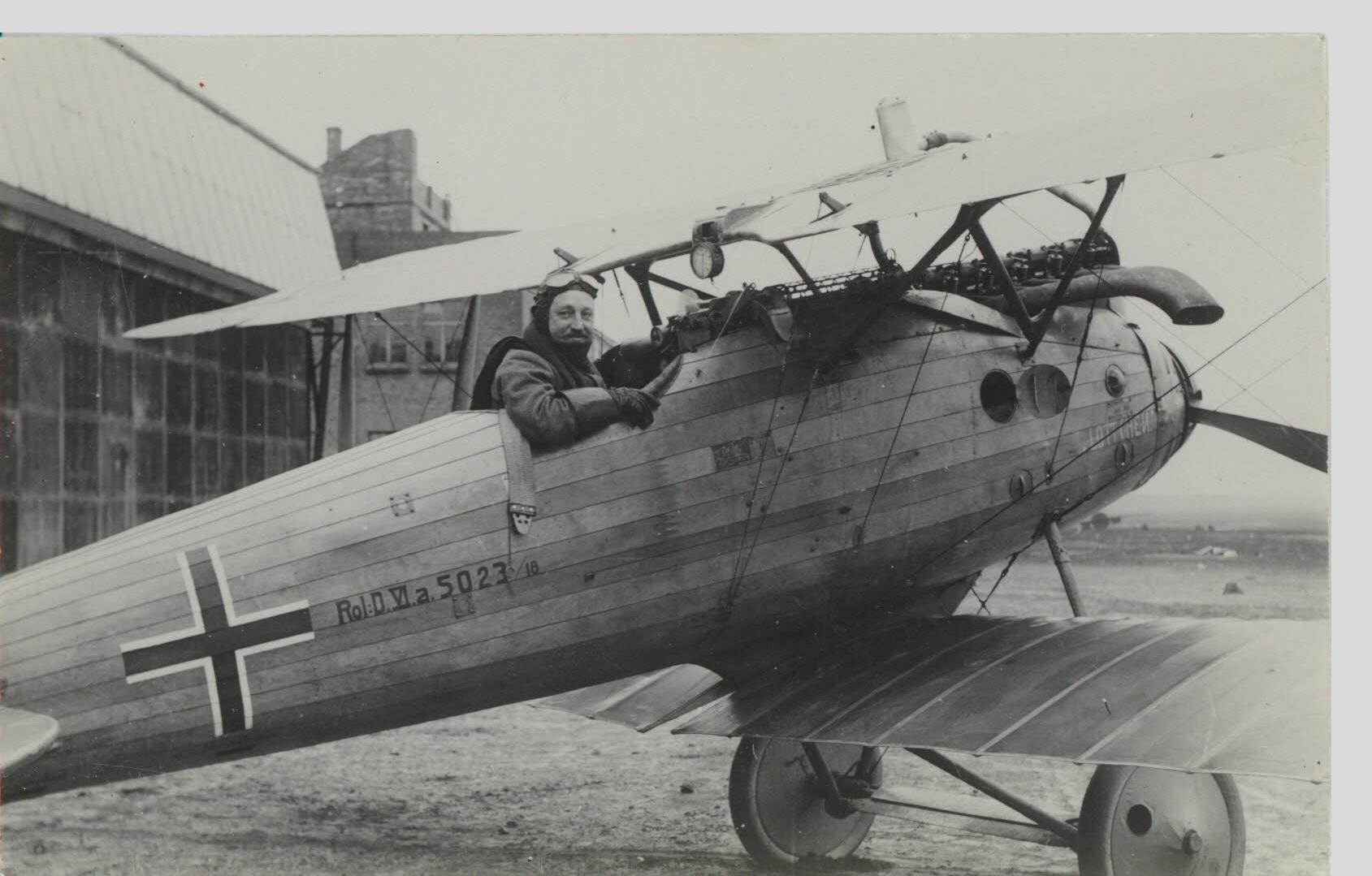
Um Roland D.VIa com motor Mercedes.

Em janeiro de 1918, dois D.VI foram inscritos na primeira competição de caça realizada pelo "Idflieg" em Adlershof, um movido por um motor Mercedes D.III de 160 hp (119 kW) e o outro por um Benz Bz.IIIa de potência semelhante e, como o Mercedes, outro motor vertical de seis cilindros em linha. Embora o vencedor da competição tenha sido o Fokker D.VII mais barato, os pedidos foram feitos para o Roland como garantia contra eventuais problemas de produção com o Fokker.
Um total de 350 foram construídos, 150 "D.VIa" movidos pelo Mercedes, enquanto os 200 restantes foram movidos pelo Benz e foram chamados de "D.VIb". As entregas começaram em maio de 1918, com 70 "D.VI" em serviço de linha de frente em 31 de agosto de 1918.
O único exemplar sobrevivente do LFG Roland D.VI ainda existente no século XXI é a fuselagem completa de um "D.VIb", exibindo o número de série militar IdFlieg 2225/18, em exibição no Museu de Aviação Polonês em Cracóvia, Polônia.

## Operadores
Império Alemão
- "Luftstreitkräfte"
- "Kaiserliche Marine"
- "Freikorps"[6]

 Primeira República da Checoslováquia

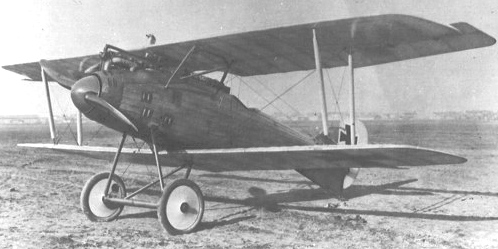
Roland D.VI.

- "Força Aérea Checoslovaca"

## Especificações (Roland D.VIb)
Dados de: The Complete Book of Fighters
Descrições gerais
- Tripulação: 1 piloto
- Comprimento: 6,32 m (21 ft)
- Envergadura: 9,42 m (31 ft)
- Altura: 2,8 m (9,2 ft)
- Área alar: 22,1 m² (238 ft²)
- Peso vazio: 656 kg (1 450 lb)
- Peso bruto (carregado): 846 kg (1 870 lb)
- Capacidade de combustível: 140 l (37,0 US-gal)

Motorização
- Número de motores: 1x
- Tipo do motor: Benz Bz.IIIa de 6 cilindros em linha refrigerado a água
- Potência por motor: 200 hp (149 kW)
- Descrição do propulsor/hélice: Hélice de passo fixo de 2 pás

Performance
- Velocidade máxima: 199 km/h (124 mph)
- Alcance: 740 km (460 mi)
- Tecto de serviço: 5 790 m (19 000 ft)
- Carga alar: 38.3 kg/m²

Armamentos
- Metralhadoras/canhões: 2 metralhadoras LMG 08/15 de 7,92 mm